# Leo Valiani
Leo Valiani (pe numele real Leo Weiczen; n. 9 februarie 1909, Fiume, Austro-Ungaria – d. 18 septembrie 1999, Milano, Italia) a fost un istoric, politician și jurnalist italian. 

## Primii ani
Originar dintr-o familie evreiască, Valiani s-a născut în orașul Fiume (acum Rijeka) de la Marea Adriatică, oraș care aparține astăzi Croației. În acel moment Fiume era un port maritim important al Imperiului Austro-Ungar, care avea o mică porțiune de ieșire la mare. Mai târziu, Valiani a locuit la Trieste și apoi în Italia.

## Cariera si activități
În 1930 Valiani a fost condamnat la cinci ani de închisoare pentru activitatea antifascistă desfășurată în anii 1920. Valiani a plecat în exil în Franța după ce a fost eliberat, apoi s-a alăturat trupelor republicane care luptau în Războiul Civil din Spania. În 1939, după înfrângerea lui Franco, el s-a întors în Franța, unde a fost reținut ca prizonier comunist în Lagărul de concentrare Le Vernet împreună cu Arthur Koestler (care a scris despre aceasta în cartea sa Scum of the Earth), înainte de a fugi mai târziu în Mexic. Avea inițial convingeri comuniste, dar a început să conteste politica lui Stalin și tratamentul lui față de adepții lui Troțki în timpul Războiului Civil Spaniol. El a părăsit partidul în 1939, după semnarea Pactului Molotov-Ribbentrop.
În 1943 organizația britanică Special Operations Executive (SOE) l-a trimis în secret pe Valiani în spatele liniilor inamice din Italia peste frontul instabil dintre Aliați și forțele Axei de la Roma. El s-a mutat în nordul Italiei pentru a conlucra cu liderul rezistenței, Ferruccio Parri, și cu organizația antifascistă milaneză Comitato di Liberazione Nazionale. Valiani i-a reprezentat pe liderii rezistenței italiene la întâlnirile din Elveția cu ofițerii de informații americani din cadrul Biroului de Servicii Strategice (OSS), inclusiv cu Allen W. Dulles.
S-a alăturat apoi Partidului Acțiunii (Partito d'Azione) al lui Parri, organizație politică de orientare social-democrată. Ca lider al rezistenței din partea de nord a țării, Valiani a contribuit la organizarea ultimei revolte a partizanilor din aprilie 1945 și și-a pus semnătura pe documentul care ordona executarea dictatorului fascist Benito Mussolini.
A fost ales membru al Adunării Constituante Italiene în 1946 ca reprezentant al Partidului Acțiunii. Când partidul s-a dizolvat – idealul instaurării unui sistem capitalist cu o față social-democrată a fost încălcat de interesele conflictuale ale formațiunilor politice comuniste și creștin-democrate, de dimensiuni mai mari – el a început să scrie studii istorice. A fost membru al Partidului Radical Italian în perioada 1956-1962 și a aderat în anii 1980 la Partidul Republican Italian.
Valiani a considerat jurnalismul ca fiind adevărata sa carieră. El a scris timp de 35 de ani la săptămânalul de știri politice L'Espresso și a colaborat la publicațiile Il Mondo și Corriere della Sera. Președintele Sandro Pertini l-a numit senator pe viață în 1980.

## Moartea

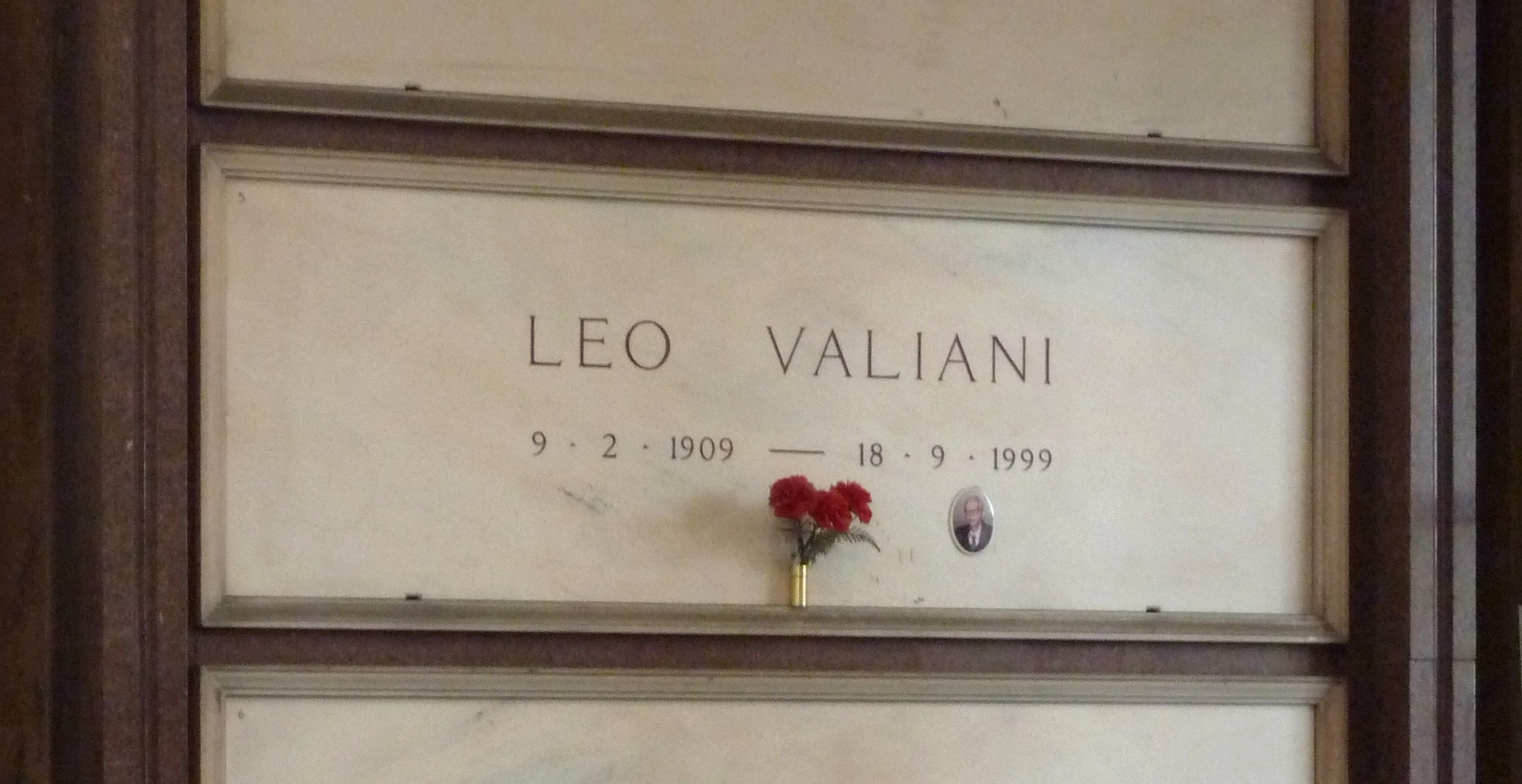
Mormântul lui Valiani din Cimitero Monumentale din Milano, Italia, 2015

El a murit la Milano în anul 1999, la vârsta de 90 de ani, și este înmormântat în principala capelă a Cimitero Monumentale din același oraș.